# Hexafluorpropeenoxide
Hexafluorpropeenoxide of HFPO is een belangrijk intermediair in de chemische industrie voor de productie van fluorhoudende stoffen. Het is het gefluoreerde analoog van propeenoxide en het ge-epoxideerde derivaat van hexafluorpropeen.
Hexafluorpropeenoxide wordt geproduceerd door DuPont en 3M, en wordt gebruikt als monomeer voor de productie van gefluoreerde polymeren zoals Krytox-smeermiddelen; dit zijn volledig gefluoreerde polyethers. Het zijn niet-ontvlambare, chemisch inerte smeermiddelen die tegen hoge temperaturen zijn bestand.